# إيان ماكدوغال
إيان ماكدوغال (بالإنجليزية: Ian McDougall)‏ هو لاعب كرة قدم بريطاني في مركز الوسط، ولد في 14 أغسطس 1954 في بيلستون ‏ في المملكة المتحدة. شارك مع منتخب اسكتلندا تحت 21 سنة لكرة القدم. أما مع النوادي، فقد لعب مع بيرويك راينجرز ونادي ألبيون روفرز ونادي دندي ونادي رينجرز.